# (21439) Robenzing
(21439) Robenzing (1998 FN123) – planetoida z pasa głównego asteroid okrążająca Słońce w ciągu 3,59 lat w średniej odległości 2,34 j.a. Odkryta 20 marca 1998 roku.